# Skencil
Skencil est un logiciel libre de dessin vectoriel sous licence GNU GPL. Les versions précédentes de Skencil étaient appelées Sketch. Skencil est majoritairement développé en Python, ainsi qu'en C pour certaines optimisations. Le projet est abandonné depuis 2006.
Un fork de Skencil nommé sK1 illustration program était développé en Ukraine depuis 2003 par les développeurs d'UniConvertor, un outil de conversion de format vectoriel utilisé par Inkscape et Scribus. Il se destinait aux professionnels de la PAO. Basé sur la version 0.6 de Skencil, il utilisait Python et Tk, jugé plus stable et plus rapide que Python/Gtk. Une pré-version 0.9 était disponible sur leur site. Les développeurs de Skencil et de sK1 semblaient d'accord pour continuer le développement ensemble. En analysant l'arbre de développement SVN du projet sK1 illustration program, une version a été éditée entre 2009 et 2011, mais le projet est aujourd'hui à l'arrêt. il a été remplacé par le logiciel PrintDesign, toujours développé par la même équipe.